# Cantone di Gray
Il Cantone di Gray è una divisione amministrativa dell'Arrondissement di Vesoul.
A seguito della riforma approvata con decreto del 17 febbraio 2014, che ha avuto attuazione dopo le elezioni dipartimentali del 2015, è passato da 21 a 24 comuni.

## Composizione
I 21 comuni facenti parte prima della riforma del 2014 erano:
- Ancier
- Angirey
- Apremont
- Arc-lès-Gray
- Battrans
- Champtonnay
- Champvans
- Cresancey
- Esmoulins
- Germigney
- Gray
- Gray-la-Ville
- Igny
- Noiron
- Onay
- Saint-Broing
- Saint-Loup-Nantouard
- Sauvigney-lès-Gray
- Le Tremblois
- Velesmes-Échevanne
- Velet

Dal 2015 i comuni appartenenti al cantone sono i seguenti 24:
- Ancier
- Angirey
- Apremont
- Arc-lès-Gray
- Battrans
- Champtonnay
- Champvans
- Cresancey
- Esmoulins
- Essertenne-et-Cecey
- Germigney
- Gray
- Gray-la-Ville
- Igny
- Mantoche
- Nantilly
- Noiron
- Onay
- Saint-Broing
- Saint-Loup-Nantouard
- Sauvigney-lès-Gray
- Le Tremblois
- Velesmes-Échevanne
- Velet